# Толковый словарь живого великорусского языка
Толко́вый слова́рь живо́го великору́сского языка́ (рус. дореф. «Толковый словарь жива́го великорускаго языка») — толковый словарь русского языка с объяснением значений лексических единиц, использовавшихся в устной и письменной речи XIX века.
Словарь создавался с 1819 года Владимиром Ивановичем Далем (1801—1872); первое четырёхтомное издание вышло в период с 1863 по 1866 год.
В 1863 году за это произведение Даль был награждён Ломоносовской премией Императорской академии наук и удостоен звания почётного академика.
Основу труда составляет язык народа, выраженный разнообразными региональными, производными и близкими по смыслу словами, а также примерами их использования.

## Описание
В словаре содержится около 200 тыс. слов, из них 63—72 тыс. — это общеизвестные в XIX веке слова, не попавшие ранее в другие словари. Примерно 100 тыс. слов взято из Словаря церковнославянского и русского языка (1847), 20 тыс. — из Опыта областного великорусского словаря (1852) и Дополнения к нему (1858), Опыта терминологического словаря сельского хозяйства, фабричности, промыслов и быта народного (1843—1844) В. П. Бурнашева, Ботанического словаря (1859) Н. И. Анненкова и других. Количество пословиц и поговорок порядка 30 тыс., в отдельных статьях их количество доходит до нескольких десятков (воля — 73, голова — 86, глаз — 110).
Различающиеся по значению однокоренные слова располагаются в одной статье, образуя гнездо слов. В нём могут встречаться слова со схожим звучанием или значением, но разными корнями (акт, актёр, акция; подпечь, подпечатать). Первое слово статьи (заголовок) является её названием и находится в словаре по алфавиту.
При толковании иностранных заимствований Даль подбирает к ним ряд близких по смыслу русских слов, в том числе придуманных им самим (гимнастика — ловкосилие; атмосфера — мироко́лица, колозе́мица; горизонт — небозём, глазоём; нерв — беложилие или чу́лая жила въ теле; адрес — насылка). Подобных сочинённых слов не более 245.
В определённых случаях Словарь не только объясняет значение слов, но и описывает называемые ими предметы (способы плетения лаптей, правила совершения свадебного обряда рукобитья), что свойственно не толковым, а энциклопедическим словарям. Глубинному пониманию некоторых предметов служат сопровождающие их пословицы и поговорки.

## Издания
Дореволюционные

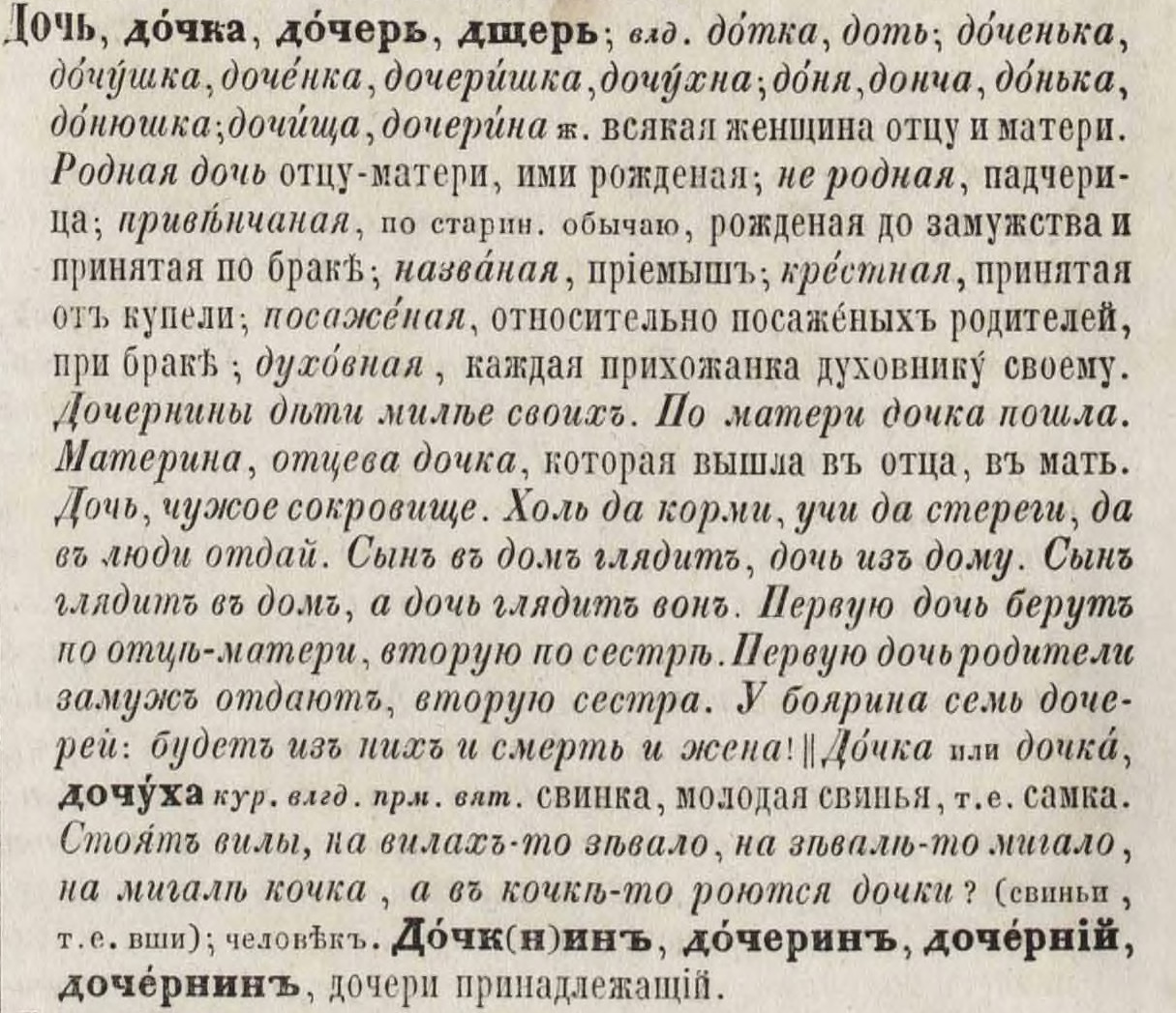
Пример статьи в первом издании. Толкуемые слова выделены жирным шрифтом

1-е (1863—1866) — издание Общества любителей российской словесности. В некоторых источниках указан 1861 год начала выхода словаря, так как с этого года он издавался выпусками-тетрадями, которые позже объединялись в тома. Структура томов (частей) в первых двух изданиях одинаковая, затем она немного изменилась:
- Толковый словарь Даля (1-е издание). Часть 1 (1863). (А—З)
- Толковый словарь Даля (1-е издание). Часть 2 (1865). (И—О)
- Толковый словарь Даля (1-е издание). Часть 3 (1865). (П / П—Р)
- Толковый словарь Даля (1-е издание). Часть 4 (1866). (Р—Ѵ / С—Ѵ)

2-е (1880—1882) — исправленное и дополненное по рукописям автора. Внесены дополнения и заметки Я. К. Грота, И. Ф. Наумова и П. В. Шейна. Добавлено свыше 1500 слов и около 350 пословиц и поговорок. Работа над словарём была завершена редакторами издателя М. О. Вольфа и научным редактором (предположительно П. Н. Полевым). Каждый том состоял из пяти выпусков, издававшихся ежемесячно.
3-е (1903—1909) — переработанное и дополненное И. А. Бодуэном де Куртенэ. Добавлено не менее 20 000 новых слов, в том числе грубых и бранных, ставших препятствием для переиздания этой версии словаря в Советском Союзе по цензурным соображениям. Для облегчения поиска слов внутри гнёзд было создано множество заголовков таких слов со ссылками на содержащую их статью. Как и в предыдущих изданиях, тома составлялись из нескольких выпусков. Планировалось издавать по 10 выпусков на том в течение 4 лет.
4-е (1911—1912, 1912—1914) — повторы 3-го издания.
Советские и российские
|       | 1955 г. | 2-е изд. |
| ----- | ------- | -------- |
| 1     | 699     | 723      |
| 2     | 779     | 807      |
| 3     | 555     | 576      |
| 4     | 683     | 704      |
| Всего | 2716    | 2810     |

1935 год (5-е) — точная фотомеханическая копия 2-го издания. Добавлена вступительная статья А. М. Сухотина. Формат томов 27×18 см (увеличенный).
1947—1948 годы — Воспроизведено фотоофсетным способом в типографиях Германии: 1 том — М-305 (1947), 2 том — М-301 (1948), 3 том — М-305 (1948), 4 том — Д 01 (1948). Формат томов 26,5×17,5 см (увеличенный).
1955 (6-е), 1956 — заново набрано со 2-го издания (кроме титульного листа, скопированного фотомеханически) с сохранением дореформенной орфографии. Исправлены опечатки и ошибки, изъята статья жид. Вступительная статья А. М. Бабкина. Формат 27×21,5 см (крупный).
1978—1980 (7-е), 1981—1982 (8-е) — повторы издания 1955 года. Формат меньше оригинала: 21×15,5 см (стандартный).
1989—1991 (9-е) — повтор издания 1955 года. Вступительная статья В. П. Вомперского с подробным описанием отличий 2-го и 3-го изданий. Формат 24×17 см (увеличенный).
Начиная с 1994 года словарь переиздавался бесчисленное количество раз. Вышли самые разные его версии и редакции: издание 1955 года, бодуэновское издание (полное или отредактированное), совмещённые, сокращённые, иллюстрированные издания, в дореформенной и современной орфографии.

## Наследие
В 2019 году в Оренбурге, на Советской улице был открыт бронзовый памятник толковому словарю В. И. Даля. Памятник представляет собой стол с первым изданием словаря в 4 томах, чернильницей с гусиным пером, свечой и портретом В. И. Даля. Скульптор Александр Сукманов.

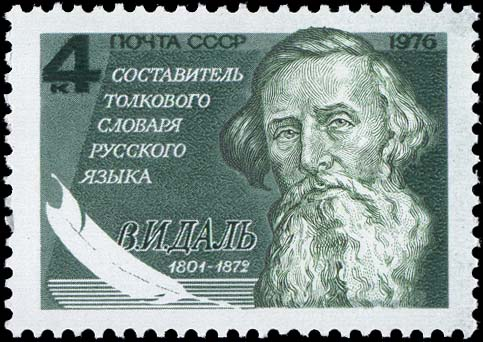
Почтовая марка СССР 1976 года
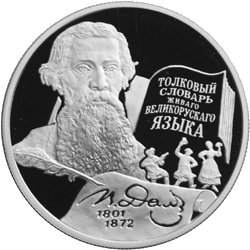
Серебряная памятная монета Банка России 2001 года номиналом 2 рубля, реверс